# Intrusão

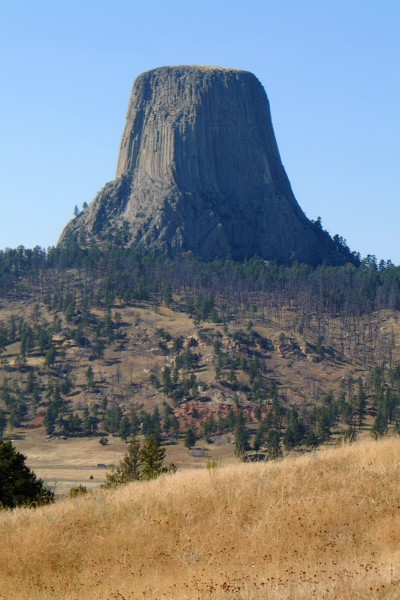
Torre do Diabo, é uma intrusão ígnea exposta quando a rocha encaixante, menos resistente, foi removida por erosão

Em geologia, uma intrusão é um corpo de rocha ígnea que cristalizou-se no interior da crosta terrestre. Essas rochas são também denominadas intrusivas ou plutônicas (plútons).